# День гнева (рассказ)
«День гнева» — фантастический рассказ Севера Гансовского, впервые опубликованный в 1964 году.

## Сюжет
Журналист Бетли вместе с лесничим Меллером едут в глухой лесной район, где живут отарки — существа, выведенные учёными во главе с молодым гением Фидлером из медведей в результате безответственных исследований. Наделенные человеческим интеллектом, но напрочь лишённые какой-либо морали и нравственности, медведи оказались жуткими существами. Они выглядят как бурые медведи, но разумны и способны говорить как люди. Отарки умеют производить манипуляции с предметами, но не могут пользоваться огнестрельным оружием ввиду медвежьих лап. Уровень интеллекта не ниже человеческого. Они прагматичны и циничны. Они — хищники, предпочитающие сырое мясо, людоеды и каннибалы. Вырвавшись на свободу, отарки уничтожили всех хищников (задрали медведей и волков и потравили мелких зверей), отобрали огнестрельное оружие у местных жителей и уничтожили его. Преступные элементы заповедника прислуживают отаркам, являясь главным образом их осведомителями. Меллер одинок, в отличие от большинства фермеров, поэтому ему не за кого бояться, и он убивает отарков, если они пытаются причинить вред ему или людям, которые обращаются к нему за помощью. Отарков в заповеднике всего около двухсот пятидесяти голов, но они эволюционируют, становясь всё более похожими на людей.
Прибыв в лабораторию, где появились и вырвались на свободу отарки, Бетли и Меллер попались в организованную отарками ловушку. Меллер погиб от самодельной бомбы, а Бетли перед смертью тремя днями позже в бреду размышляет, что же есть Человек. Фермеры, поняв, что их защитник погиб, достают спрятанное огнестрельное оружие.
Фильм снятый по мотивам рассказа поднимает вопрос человечности и человеческого. Отарки — разумные и способны к невероятным вычислительным процессам, а так же говорят точно как люди, при чем весьма приятным голосом. Во время диалога между Бетли и Меллером проясняется что по мнению первого, в фильмах журналиста очень много полутонов — а мир делится на черное и белое. После чего лесничий называет отарков зверьём, хотя он прекрасно в курсе их вычислительных способностей и способности к речи. Исходя из этого следует, что человеческое лежит вне рамок интеллекта, ведь получив его, да ещё и в таком объёме, людьми по мнению Бетли медведи не стали.

## Публикации
- День гнева. — М.: Молодая гвардия, 1991. — 352 с. — 200 000 экз. — ISBN 5-235-01968-7.
- День гнева. — М.: Знание, 1992. — 320 с. — 350 000 экз. — ISBN 5-07-001959-7.
- Север Гансовский. День гнева. — М.: АСТ, 2002. — 800 с. — 7000 экз. — ISBN 5-17-014035-5.

## Экранизация
- День гнева (фильм, 1985)
- «День гнева» (диафильм, 1979) — детская редакция.
- «День гнева» (диафильм, 1972)